# Tupolew Tu-156
Die Tupolew Tu-156 (russisch Туполев Ту-156) war ein Projekt für ein sowjetisches Frühwarnflugzeug (AWACS), das die Tu-126 ersetzen sollte.

## Geschichte
Die Tupolew Tu-156 war der Projektvorschlag des OKB-156 Tupolew, um die ebenfalls von Tupolew stammende Tu-126 zu ersetzen. Die gegenläufigen Propeller der vier Turboproptriebwerke der Tu-126 erzeugten Interferenzen auf dem Radarschirm. Die zum System „Liane“ gehörende Radarantenne, die sich in einem drehenden Radom befand, war zudem nicht fähig, tieffliegende Ziele zu erfassen und somit veraltet. Daher wurde die Forderung der sowjetischen Luftstreitkräfte nach einem geeigneten Trägerflugzeug für das ab 1965 projektierte und ab 1969 entwickelte Radarsystem Schmel (шмель, „Hummel“) gestartet. Nachdem sich die bereits im Einsatz stehenden Typen Tu-126 und Tu-142 sowie ein auf der Tu-154 basierendes Projekt als ungeeignet erwiesen hatten, präsentierte Tupolew den Entwurf Tu-156 als Alternative.
Die Tu-156 wäre eine komplette Neukonstruktion gewesen, von der nur eine kleine Stückzahl produziert worden wäre. Nur als AWACS gebaut, wären Stückpreis, Betrieb, sowie Wartung und Ersatzteile mit hohem Kostenaufwand verbunden gewesen. Daher entschied man sich anstelle der Tu-156 für eine Version des Transportflugzeuges Il-76, da dieses bereits in Serie produziert wurde und somit Zeit und Kosten für eine Neuentwicklung gespart und gleichzeitig die Versorgung mit Ersatzteilen sichergestellt wurde. Daraus entstand die Berijew A-50. Auch für keine andere Aufgabe (z. B. als Passagierflugzeug) wurde die Flugzeugzelle der Tu-156 in Betracht gezogen.

## Technik
Die technischen Hauptmerkmale der Tu-156 sind folgende:
Rumpf, Seitenleitwerk und Höhenruder entsprechen unverändert der Tu-126 / Tu-114.
Anstelle der „Liane“-Radarantenne, die mit einem zentralen Pylon auf dem Rumpf befestigt ist, hätte die Tu-156 das „Schmel“-Radar auf zwei Streben gehabt, vergleichbar mit der Anordnung des Radars bei der E-3 oder der A-50.
Anstelle der zwei Hauptfahrwerke mit je vier Rädern, die in die für Tupolew typischen Fahrwerksbehälter an den Flügeln einfahren, war für die Tu-156 ein Hauptfahrwerk mit drei Hauptfahrwerksbeinen mit je vier Rädern vorgesehen, vergleichbar mit dem Hauptfahrwerk der Il-86.
Anstelle der vier Kusnezow NK-12-Turboproptriebwerke waren vier Strahltriebwerke vom Typ Solowjow D-30 vorgesehen. Diese waren wie bei der E-3 an einzelnen Pylonen unter der Tragfläche angeordnet.
Abgesehen von den Veränderungen aufgrund der anderen Triebwerke und der Hauptfahrwerkskonstellation, hätten die Flügel im Großen und Ganzen den Flügeln der Tu-126 entsprochen.

## Technische Daten
| Kenngröße                       | Daten                                |
| ------------------------------- | ------------------------------------ |
| Besatzung                       | 9                                    |
| Länge                           | 52,5 m                               |
| Spannweite                      | 45,8 m                               |
| Höhe                            | 14,6 m                               |
| Rumpfdurchmesser                | 3,8 m                                |
| Flügelfläche                    | 307 m²                               |
| Flügelstreckung                 | 6,8                                  |
| Leermasse                       | 107.350 kg                           |
| max. Startmasse                 | 182.000 kg                           |
| Antrieb                         | vier Solowjow D-30KP                 |
| Leistung                        | je 12.000 kp                         |
| Geschwindigkeit auf Einsatzhöhe | 720 km/h                             |
| max. Einsatzflughöhe            | 10.000 m                             |
| Reichweite                      | 5.200 km, 6.800 km mit Luftbetankung |
| Flugdauer                       | 8,1 h                                |

## Weitere Verwendung der Bezeichnung Tu-156
In der Sowjetunion war es nicht unüblich, dass bei der Einstellung eines Flugzeugprojekts dessen verwendete Bezeichnung nochmals vergeben wurde (ein Beispiel sind etwa die Su-15 von 1948 und die Su-15 von 1962). So wurde die Bezeichnung Tu-156 einige Jahre später für ein Projekt einer mit Wasserstoff oder Erdgas betriebenen Serienversion der Tu-155 verwendet. Die Tu-155 war eine modifizierte Tupolew Tu-154, bei der ein Triebwerk mit Wasserstoff oder Erdgas betrieben werden konnte, während die anderen zwei Triebwerke konventionell mit Kerosin betrieben wurden. Auch die „zweite“ Tu-156-Bezeichnung führte nicht zu einem real gebauten Flugzeug.